# Авиаудары по Японии
Авиаудары по Японии проводились бомбардировщиками антигитлеровской коалиции во время боевых действий в Тихом океане в течение Второй Мировой войны с 1942 по 1945 годы. Главная цель воздушных налётов заключалась в том, чтобы уничтожить важные промышленные объекты и принудить Японию сдаться.
В начале войны на Тихом океане авиаудары ограничились только рейдом Дулиттла в 1942 году, который являлся ответом на японское нападение на Перл-Харбор. С 1943 года союзные войска совершали небольшие налёты на позиции японцев на Курильских островах. Стратегическая бомбардировка началась с середины 1944 года и длилась до самого конца войны. Интенсивные налёты начались, когда появились тяжёлые бомбардировщики дальнего действия Boeing B-29 «Superfortress». Серийный выпуск этой модели начался в 1943 году, в 1944 бомбардировщики дислоцировались в Индии, затем были переведены в Китай, но их первые вылеты были малоэффективны. После Марианско-Палауской операции США против Японии в ноябре 1944 года и захвата Марианских островов, США разместили там свои базы. Этот шаг дал возможность союзникам проводить дневные точные бомбардировки по промышленным объектам. Около 90 % тоннажа всех бомб, сброшенных на Японию, несли именно бомбардировщики «Superfortress». В марте 1945 года основными целями стали города, поскольку оказалось, что японцы держат производственные цеха в частных мастерских и домах в городской черте. Вторжение было запланировано на октябрь и в последние месяцы войны самолёты, совершавшие авиаудары, направлялись в Японию с авианосцев и острова Рюкю. В последние 7 месяцев войны США бомбили Японию зажигательными бомбами.
Японские острова оказались не готовы к воздушным налётам: бомбоубежищ для мирного населения не хватало, у пожарных бригад оказалась недостаточная подготовка и нехватка оборудования. По разным оценкам, в результате рейдов союзников погибло от 241 000 до 900 000 человек мирных жителей, а ранено было до 1,3 миллиона, пострадали 67 городов и около 5 миллионов японцев остались бездомными. Уничтожению Хиросимы и Нагасаки в августе защитники Японии не смогли противодействовать, поскольку им не хватало зенитных орудий и истребителей. Кроме того, блокада Японии стала ещё одним весомым фактором в принятии правительством решения об окончательной капитуляции.
Рейды союзников привели также к резкому падению промышленного производства страны. Использование ядерного оружия привело к длительным дебатам относительно правомерности и необходимости этого шага.

## Предпосылки

### Планы США
Воздушный корпус армии США (USAAC), который существовал с 1926 по 1942 годы (позднее переименован в ВВС США), разрабатывал планы авиаударов по Японии, начиная с 1940 года. В это время военно-морской атташе в Токио сообщает американцам о том, что японская система ПВО являлась слабой. Майор Клэр Ли Шеннолт, советник в армии Китая и лётчик ВВС США в отставке, обратил внимание, что японская авиация уничтожает китайские самолёты. По его предложению была создана авиационная часть, в которой служили добровольцы-лётчики из Америки. Подразделение Летающие тигры (Flying Tigers) воевало в Китае до 1942 года (в рамках японо-китайской войны) на закупленных в Америке Томагавках. В 1941 году была сформирована вторая добровольческая группа, задачей которой стали нападения на Японию с китайских баз. Вторая группа летала на лёгких бомбардировщиках Lockheed Hudson (Хадсон) и Douglas A-20 Havoc (Бостон).
Успехи японцев в авиации в первые годы Тихоокеанских боевых действий заставили американцев отказаться от первоначальных планов осуществлять налёты на Японские острова, а идея вести войну при помощи мелких налётов с китайских авиабаз оказалась недостаточно эффективной. США планировали нападать на Японию с островов Уэйк, Гуам, а также с Филиппин и китайского побережья, однако с началом войны эти территории оказались под контролем Японии, а авиабаза Кларк с тяжёлыми бомбардировщиками ВВС США была в основном уничтожена во время японского нападения в декабре 1941 года.

### Довоенные планы обороны Японии
Перед войной Япония полагала, что обезвредив вражеские базы, сможет защитить себя от воздушных налётов, причём основной угрозой для себя японское правительство считало советские самолёты на базах Дальнего Востока. С началом войны Япония действовала на опережение — захватывала базы в Тихом океане и прибрежных зонах Китая, чтобы союзники не могли их себе вернуть. Поскольку промышленность страны не могла справиться сразу и с противовоздушной обороной и защитой островов, решили отказаться от развития линии обороны от авиаударов. В начале войны на островах разместили несколько подразделений зенитной артиллерии, за которые отвечало Главное командование обороны.
В 1942 году воздушные силы, предназначенные для защиты Японии, включали сто самолётов ВВС Императорской армии Японии, 200 истребителей Военно-морского флота, часть из которых считалась устаревшими, 500 зенитных орудий. Военно-морские и военно-воздушные подразделения (Северная, Восточная, Западная и Центральная армии) были подготовлены недостаточно, чтобы противостоять истребителям. Сухопутные войска и флот не имели налаженной связи друг с другом и не могли координировать свои действия.
Японские города были мало приспособлены для того, чтобы выдержать авиаудары: густонаселённость, здания, построенные из дерева и бумаги, легко воспламенялись, а пожарные работали не во всех городах — население полагалось лишь на свои силы. С 1928 года в Токио и Осаке уже применялась воздушная сигнализация, а с 1937 года местные власти получили указание в обязательном порядке инструктировать гражданских о правильном поведении при авианалётах. Ещё до боевых действий на Тихом океане в Токио и нескольких других городах построили бомбоубежища и другие оборонительные сооружения, но, как показала практика, этого оказалось недостаточно.

## Первые рейды союзников

### Китайский рейд
ВВС Китайской республики провёл одну атаку на Японию в 1938 году, сбросив агитационные листовки над городами острова Кюсю. Этот вылет создал у японцев ошибочное впечатление о допустимой дальности полётов китайских бомбардировщиков и в 1939 году японская армия предприняла превентивные меры, захватив базы, расположенные в 2000 км от Японских островов.

### Рейд Дулиттла
Это первый налёт ВВС США на Японию, который произошёл 18 апреля 1942 года. В авиаударе участвовало 16 бомбардировщиков North American B-25 Mitchell средней дальности и авианосец Хорнет. Операция была уникальна также и тем, что наземные бомбардировщики впервые взлетали с палубы авианосца. Эскадрилья атаковала цели в Иокогаме, Токио, Кобе, Йокосуке и Нагое. Японские ПВО не успели отреагировать и ни один из самолётов не получил серьёзных повреждений. Удары попали по 13 целям: промышленные и оружейные предприятия, электростанции, верфь, маленький авианосец. Потери японцев: 50 погибших, 400 раненых, около двухсот домов разрушено. Самолёты направились в Китай и СССР, на дружественную территорию, поскольку сесть обратно на авианосец они не могли. 15 бомбардировщиков достигли Китая, четыре из них разбились, экипажи остальных выбросились с парашютом, при этом 8 американцев попали в плен к японцам и троих из них убили. Единственный уцелевший самолёт приземлился на дальневосточном аэродроме Унаши.
Рейд имел значительный политический эффект и Японская империя получила отпор, на который не рассчитывала: перед подготовкой нападения на Перл-Харбор, начальник генштаба Японии считал, что американцы не смогут нанести ответный удар.

### Бомбардировка Курильских островов
Следующие атаки были проведены только в середине 1943 года. После Алеутской операции и захвата острова Атту, США получили базу для самолётов вблизи Курильских островов. Намереваясь освободить остров Кыску, 11-я воздушная армия США провела ряд рейдов на Курильские острова, направленных против японской авиации. 10 июля тяжёлые бомбардировщики B-24 совершили налёты на острова Шумшу и Парамушир, 18 июля острова атаковали В-24, 15 августа Кыска был освобождён. Однако 11-я армия США продолжала совершать авиаудары по островам вплоть до операции 11 сентября 1943 года, когда были сбиты 9 из 20 отправленных в рейд бомбардировщиков В-24 и В-25. После этого вылеты в течение пяти месяцев совершали только морские патрульные бомбардировщики PBY-5A «Catalina». К ноябрю 1943 года количество японских истребителей, дислоцированных на Курилах и Хоккайдо достигло максимальной отметки в 260 единиц. В феврале 1944 года американская 11-я армия была усилена двумя эскадронами Lockheed P-38 Lightning («Молния») и атаки возобновились и продолжались до июня 1945 года. Рейды на Курильские острова имели главной целью не столько нанесение урона, сколько демонстрацию японцам реальной угрозы вторжения с севера.

## Операция Matterhorn

### Предварительный этап
Военная операция ВВС США была названа в честь горы Маттерхорн в Альпах, сложной для подъёма альпинистов. Идея о том, чтобы разместить тяжёлые бомбардировщики B-29 Superfortress в Индии и на передовых аэродромах Китая, возникла впервые на конференции в Касабланке. Окончательное решение было принято на Первой Каирской конференции, когда Рузвельт сообщил Чан Кайши, что в Китае планируется размещение тяжёлых бомбардировщиков. В конце 1943 года Объединённый комитет начальников штабов согласился с предложением о начале стратегических бомбардировок Японии. Шеннолт предлагал разместить базы бомбардировщиков в Гуйлине, что ближе к Японии, однако этот вариант был отклонён из-за высокой возможности контратаки. В итоге остановились на постройке аэродромов в Чэнду, хотя это и ограничивало самолёты в целях только островом Кюсю, расположенным в доступности боевого радиуса B-29 (1500 миль). В январе 300 000 китайских рабочих и 75 000 других наёмных работников приступили к строительству взлётно-посадочных полос в Чэнду. Базы Superfortress должны были располагаться в Индии.
За операцию Маттерхорн отвечала XX команда бомбардировщиков США. В апреле 1944 года была создана 20-я воздушная армия США, задачей которой являлся контроль над всеми операциями Superfortress, командующим стал генерал Генри Харли Арнолд, который утвердил у Рузвельта план бомбардировок.

### Реакция Японии
Японская разведка вскоре обнаружила, что в Индии ведётся строительство баз для бомбардировщиков и три воздушных дивизии, расположенных на Хонсю и Кюсю были расширены и получили названия 10-я, 11-я, 12-я воздушная дивизия соответственно. На Японских островах в рамках обороны от налётов дислоцировалось около 260 истребителей и была возможность привлечь до 500 самолётов дополнительно. В крупных городах и вблизи военных баз были установлены батареи зенитных орудий и прожектора. Однако самолётов, способных поражать Superfortress на их высоте около 9000 метров, было недостаточно, также не хватало Японии и радиолокационных станций. После рейда Дулиттла японское правительство поручило префектурам строительство бомбоубежищ. Чаще всего японцы ограничивались только окопами и землянками: более оборудованные убежища построили для штаба ПВО и радиолокационных станций. Для защиты гражданских использовались естественные пещеры и туннели, но всё же менее 2 % мирного населения имело доступ к защищённым убежищам при налётах. В декабре 1943 года в Японии работала программа по сносу больших жилых зданий в основных городах, чтобы предупредить возгорания. До конца войны было уничтожено около 614 000 жилых домов и переместили около 3,5 миллиона человек. Правительство поощряло переезд женщин и пожилых людей в сельскую местность, в августе 1944 года эвакуировали 330 000 школьников, а около 459 000 школьников уехали с семьями в деревни.

### Рейды из Китая
Первый налёт случился в ночь с 15 на 16 июня 1944 года. Целью 68 бомбардировщиков был металлургический комбинат в городе Яхата (теперь Китакюсю) в префектуре Фукуока. Целевую область поразили только 47 самолётов, 4 B-29 разбились, 4 не долетели, обнаружив технические проблемы, один самолёт был сбит прямо над целью, ещё один был уничтожен после аварийной посадки, некоторые машины сбросили бомбы на второстепенные цели.
Следующий налёт был осуществлён 7 июля — атаковали Сасебо, Куре, Омуру и Тобата с небольшим уроном. Трёхнедельный перерыв продемонстрировал слабые стороны операции: бомбардировщикам требовалось большое количества топлива и бомб, которые доставляли из Индии, через Гималаи, самый высокий горный массив, для каждой боевой миссии необходимо было выполнить в среднем шесть грузовых. Следующее нападение произошло ночью 10-го августа: самолёты бомбили Нагасаки и нефтеперерабатывающий завод в Палембанге, оккупированном Японией (операция «Бумеранг»). Однако результатов бомбардировки не принесли.
20 августа был ещё один рейд на Яхату, в результате которого бомбардировщики были перехвачены японскими истребителями — было сбито 12 самолётов из 61, при этом японская пропаганда сообщила, что было уничтожено 100 самолётов, а один из них даже выставили как боевой трофей в Токио. В октябре был разрушен авиастроительный завод в Омуре, следующий рейд прошёл 11 ноября, без особых успехов. В конце 1944 года бомбардировщики совершали рейды на Японию с недавно захваченных Марианских островов, поскольку вылеты с аэродромов в Китае были не настолько эффективны. Девятый и последний налёт XX-го командования прошёл 9 января 1945 года. После этого бомбардировщики покинули китайские базы и дислоцировались в Индии, что означало окончание операции «Маттерхорн».

### Итоги операции
«Маттерхорн» в целом можно считать не слишком успешной: из девяти налётов удалось разбомбить только авиазавод в Омуре (бухта Смура). США потеряло 129 бомбардировщиков, из которых японцами было сбито только около 29, остальные погибли в авиапроисшествиях. На моральное состояние японского населения рейды особого воздействия не оказали, силы и средства, вложенные в операцию не оправдались. Также самолётам сильно мешали неблагоприятные погодные условия: облачность, сильный ветер, что характерно для японского климата. Нехватка опытных лётчиков, технические проблемы с бомбардировщиками, сложности с доставкой топлива и боеприпасов — всё это оказало негативное влияние на эффективность операции.

## Предложения о сотрудничестве США и СССР
В 1944 году также США рассмотрели возможность бомбардировки Японии американскими самолётами, укомплектованными советскими или американскими экипажами, с территории Советского Союза. Этот вопрос обсуждался Рузвельтом и Сталиным на Тегеранской конференции в конце 1943 года. 2 февраля 1944 года Сталин согласился на размещение 1000 американских бомбардировщиков после того, как Советский Союз объявит Японии войну. На Московской конференции 1944 года Сталин одобрил размещение самолётов на авиабазах под Владивостоком и в Петропавловске-Камчатском. Однако в декабре 1944 генерал Алексей Антонов заявил, что советской армии требуются все их воздушные и морские базы в Приморском крае и поэтому B-29 должны находиться возле устья реки Амур, к северу от Владивостока. Страны не достигли соглашения и в итоге вышло так, война закончилась прежде, чем началось размещение самолётов.

## Атаки с Марианских островов
С июня по август 1944 года совместными усилиями ВМС США и сухопутных войск были захвачены Марианские острова. На островах было построено шесть аэродромов для B-29, с которых бомбардировщики могли атаковать большинство целей в Японии и возвращаться без дозаправки. После Марианско-Палауской операции в октябре 1944 года на острова прибыла XXI команда бомбардировщиков. 24 ноября был произведён первый рейд против авиазавода в Токио. Было отправлено 111 самолётов, 24 из которых направились бомбить непосредственно завод, а остальные сбрасывали бомбы на портовые сооружения и городские районы. Навстречу американцам поднялось 125 японских истребителей, но они смогли сбить только один B-29. Тогда японцы стали атаковать Марианские острова — это привело к уничтожению 11 бомбардировщиков, ещё 43 оказались повреждены. Параллельно японцы запускали огненные воздушные шары (Фу-го) в сторону США, но ущерб от них оказался незначительным.
Следующие набеги на Японию прошли с 27 ноября до 3 декабря и оказались неудачными, в том числе, из-за погодных условий. 13 и 18 декабря американцы бомбили военный завод Mitsubishi в Нагое, 3 января — бомбили сам город в дневное время зажигательными бомбами, для проверки эффективности тактики. В январе ещё раз были проведены бомбардировки заводов в Токио и Нагое, рейд 19 января оказался для союзников успешным, поскольку заводу Kawasaki вблизи Акаси был нанесён заметный ущерб.
За первые три месяца атак с Марианских островов было потеряно около 4 % самолётов в каждом рейде. Затем командование принял на себя генерал Кертис Лемей, руководство которого привело к смешанным результатам: после шести неэффективных вылетов только 4 февраля удалось нанести ущерб городу Кобе и его фабрикам. Потери составили 5 %. С середине февраля бомбардировщики совершали налёты на авиационные заводы, используя точные бомбардировки и японские истребители были вынуждены защищать промышленные и военные объекты, что мешало им принимать участие в боях за Иводзиму.

## Бомбардировка зажигательными бомбами

### Смена тактики командования
Возможность бомбардировки зажигательными бомбами командование США рассматривало ещё с 1943 года. Согласно подсчётам американских планировщиков, удары по шести крупным японским городам могли бы нанести ущерб промышленным объектам на 40 %, приведут к гибели полумиллиона человек и оставят без дома более 7 миллионов человек. Американцы провели испытания зажигательных бомб и также разрабатывали так называемые «мышиные бомбы», но этот проект был закрыт в 1944 году.
Количество производимого напалма было увеличено с 230 тонн в 1943 году до 3,6 тысяч тонн в 1944. Учитывая предыдущие неудовлетворительные результаты точных бомбардировок и доступность зажигательных бомб, Лемей решил начать бомбить крупные города Токио с 1945 года, что соответствовало Директиве генерала Арнолда, в которой он присваивал большим городам второе по важности место в качестве целей после авиазаводов. Для наибольшей эффективности бомбардировок Лемей выбрал следующую тактику: B-29 должны были пролетать над городами ночью на низкой высоте, 1500 метров, что в корне отличалось от прежних рейдов, когда самолёты вылетали только днём и на максимальной высоте. Узнав, что ночные истребители Японии были слабыми, а в тёмное время суток ПВО работало хуже, Лемей также приказал снять с B-29 часть защиты, чтобы самолёты могли нести большее количество бомб. Лётный состав встретил эти изменения с недоверием — экипаж полагал, что безопаснее управлять бомбардировщиком на большой высоте и с полным вооружением.

### Бомбардировка Токио в марте
Первая атака, проведённая согласно новой тактике Лемея получила название «Операция Meeting House» и прошла в ночь с 9 на 10 марта 1945 года. Это была одна из самых разрушительных бомбардировок войны. 346 B-29 прибыли в Токио в 2 часа ночи. 279 самолётов сбросили 1665 тонн бомб. Налёт вызвал массовый пожар, 7 % территории города было разрушено, во время рейда погибло около 84 000 человек, более 40 000 получили ранения. После бомбардировок в Токио остался миллион бездомных. Также был нанесён ущерб военному производству. Реакция Японии была достаточно слабой: 42 самолёта уничтожено из зенитных батарей, ещё 14 погибло из-за технических неисправностей или попаданий. Этот налёт повлиял на решение правительства и уже к апрелю 87 % школьников было эвакуировано из Токио и других крупных городов в сельскую местность. 11 марта 310 самолётов вылетело на Нагою, однако бомбёжка нанесла меньший ущерб, чем в Токио: 5,3 км² города уничтожил пожар, а США не потеряло ни одного бомбардировщика. 13-14 марта было предпринято нападение 274 самолётами на Осаку, где бомбы разрушили 21 км² территории. В этом рейде американцы потеряли две боевых машины. В ночь с 16 на 17 марта 331 бомбардировщик совершил рейд на Кобе, где была сожжена примерно половина площади города, 8 тысяч человек погибло и 650 000 осталось без крыши над головой. Потери США составили три самолёта. Последняя атака в этой серии налётов прошла с 18 на 19 марта, когда Superfortress снова атаковали Нагою, где разрушили здания на площади 7,9 км² . Японцы успели сбить один бомбардировщик, но экипаж спасся. XXI командование исчерпало свои запасы зажигательных бомб. Бомбардировщики стали распространять над Японией агитационные листовки, в которых американское правительство призывало японцев свергнуть власть или их города будут разрушены.
Согласно оценкам ВВС США, тактика налётов с использованием зажигательных бомб оказалась успешной, а потери американцев оказались намного ниже, чем при дневных рейдах. Специальная целевая группа в Вашингтоне разработала план двухэтапной кампании, нацеленной на 22 японских города, с одновременной рекомендацией проведения точечных бомбардировок важных военных и промышленных объектов в этих районах. Эта кампания являлась основой для плана вторжения в Японию, тогда как генерал Лемей полагал, что бомбардировки заставят японцев сдаться.

### Налёты на главные города Японии
Начало крупной бомбардировки XXI командование временно отложило, поскольку самолёты были заняты до конца мая 1945 года в поддержке вторжения на Окинаву. До 1 апреля ни один бомбардировщик не был потерян. 6 апреля японцы провели ответный рейд, направленный на флот вторжения союзников, в котором были задействованы камикадзе. Отреагировав на эти атаки, союзники совершили воздушные налёты на аэропорт Кюсю с 8 по 16 апреля. До 11 мая Superfortress поддерживали союзников в битве за Окинаву и совершили более 2000 боевых вылетов на 17 японских аэропортов. После окончания боевых действий на Окинаве B-29 снова вернулись к атакам крупных японских городов. 1 и 3 апреля B-29 совершило несколько ночных точечных бомбардировок, но они не увенчались успехом и Лемей решил отказаться от них. 4 и 7 апреля прошли два успешных рейда на заводы в Токио и Нагое, причём в токийском налёте впервые были использованы не только бомбардировщики, но и истребители дальнего радиуса действия North American P-51 Mustang. По утверждениям американцев, за один рейд они смогли сбить 101 японский самолёт, потеряв всего два Мустанга и семь бомбардировщиков. Следующий рейд прошёл 12 апреля: 250 Superfortress поразили авиазаводы и без потерь отбили атаку японских истребителей. Атака 13 апреля разрушила 30 км² в Токио, включая военные заводы. 15 апреля рейды были проведены над Токио, Иокогамой и Кавасаки, 24 апреля бомбардировка разрушила завод авиадвигателей в Ямато, 5 мая 148 B-29 нанесли большой урон авиастроительному заводу в Хиро, 10 мая было атаковано три нефтехранилища, 11 мая разрушен планерный завод. Команда бомбардировщиков на Марианских островах к апрелю 1945 года состояла из пяти подразделений, в общей сложности насчитывала более 1000 B-29 и на то время являлась самой мощной авиационной единицей в мире.
С середины мая американцы интенсивно бомбили крупные города Японии: 13 мая в дневном налёте на Нагою было разрушено более 8 км², однако японцы использовали более мощную, чем обычно, противовоздушную оборону, что позволило им сбить 2 самолёта и повредить 64. Ночью 16 мая американцы повторили рейд, используя 457 самолётов. В результате выгорело почти 10 км² Нагои. За эти два налёта погибло 3866 человек и без крова осталось 472 101 человек.
23 и 25 мая в рейдах на Токио разрушено в совокупности 58 км² города, 43 американских самолёта были сбиты, 169 повреждены. Бомбардировщики не трогали только императорский дворец, поскольку получили приказ не убивать императора Хирохито. Однако в результате бомбардировок более половины Токио сгорело и после этого город убрали из главных целей XXI воздушного командования. Следующим майским рейдом было нападение на Иокогаму, в котором участвовали 517 Superfortress и 101 Мустанг. Навстречу им поднялось 150 японских истребителей A6M Zero, которые сбили 5 бомбардировщиков и 175 повредили.
Бомбардировки Японии в мае уничтожили в общем около 240 км² площади. Министр внутренних дел Японии, Ивао Ямадзаки, сделал вывод после рейдов, что гражданская оборона Японии не справляется со своими задачами. Кампания против больших японских городов закончилась в июне. Американские потери были низкими: всего было сбито 136 самолётов, тогда как в Японии оказались разрушены 6 крупнейших городов, погибло более 110 000 человек. Разрушенные пространства в Токио, Осаке и Нагое превысили площади, разрушенные на территории Германии союзными войсками.

### Рейды на маленькие города
С середины июня с одобрения генерала Арнолда было принято решение об атаке 25 маленьких японских городов, население которых не превышало 320 000 человек, несмотря на то, что Совет экспертов по стратегическим бомбардировкам США решил, что операции против Японии следует направить на разрушение транспортной сети, чтобы затруднить подвоз продовольствия. Лемей решил придерживаться следующей тактики: в ясные дни наносить точечные удары по промышленным объектам, в пасмурные — проводить бомбардировки зажигательными бомбами. В рамках этого плана были проведены пять крупных бомбардировок: 9 и 10 июня по авиазаводу в Нарао (сейчас Синкамигото) и на фабрику в районе Ацута (префектура Айти), атака шести заводов в Токийском заливе, 22 июня по шести целям на юге Хонсю, 26 июня — против заводов в Хонсю и Сикоку, 24 июля атаковали Осаку и Нагою.
17 июня атаковали такие города: Омута, Йоккаити, Хамамацу и Кагосима. 19 июня бомбардировали Фукуоку, Сидзуоку и Тоёхаси. 28 июня самолёты атаковали Модзи (сейчас часть города Китакюсю), Нобеоку, Окаяму и Сасебо. 1 июля бомбардировкам подверглись Кумамото, Куре, Убе, Симоносеки. 3 июля — Химедзи, Коти, Такамацу, Токусима. 6 июля бомбили Акаси, Тибу, Кофу, Симидзу. 9 июля атаковали Гифу, Сакаи, Сендай и Вакаяму. 12 июля B-29 нанесли урон Итиномии, Цуруге, Уцуномии и Увадзиме. 16 июля бомбили Хирацуку, Кувану, Нумадзу и Оиту. 19 атаковали Тёси, Фукуи, Хитати и Окадзаки. 26 июля рейдам подверглись Мацуяма, Токуяма и Омута.
Помимо кампании налётов на маленькие города, бомбардировщики сбросили в рамках пропагандистской войны 10 миллионов листовок в мае, 20 миллионов в июне и 30 миллионов в июле. 28 июля были атакованы ещё шесть городов — Аомори, Итиномия, Цу, Исе, Огаки, Увадзима.
1 августа был проведён крупнейший налёт времён Второй Мировой: 836 B-29 сбросили более 6000 тонн бомб. Основными целями были Хатиодзи, Тояма, Мито и Нагаока. Города получили значительные повреждения, а в Тояме оказалось разрушено 99 % зданий. 5 августа были атакованы Имабари, Маэбаси, Нисиномия и Сага. 

## Рейды с Иводзимы и Окинавы
С марта 1945 года на Иводзиме дислоцировались истребители P-51 Мустанг. В первое время они использовались исключительно для сопровождения бомбардировщиков. Они также проводили серии независимых наземных атак: с 26 апреля по 22 июня истребители уничтожили 64 японских самолёта и повредили 180. Цифры оказались ниже, чем планировало руководство армии и рейды были признаны неудачными. Поскольку японская авиация фактически не могла противостоять бомбардировщикам, истребители с сопровождения переключились на штурмовую атаку. Они нападали на аэродромы, чтобы уничтожить самолёты, которые находились в резерве. До конца войны с Иводзимы было проведено 51 штурмовая атака, 41 из которых были признаны успешными. По словам истребителей, они повредили и уничтожили в общей сложности 1062 самолёта и 254 единицы морской техники, а также нанесли значительный урон зданиям и железным дорогам. С американской стороны потери составили 157 истребителей и 91 погибший пилот.
С мая 1945 года Тихоокеанские военно-воздушные силы (объединённые 5-я и 7-я воздушные армии США) атаковали при помощи бомбардировщиков цели в Кюсю и Хонсю с баз в Окинаве. С 1 по 13 июля было проведено 286 боевых вылетов тяжёлых и средних бомбардировщиков по целям на Кюсю.

## Реакция Японии

### Противовоздушная оборона
ПВО Японии не могла остановить воздушные атаки союзников. Японская разведка с помощью радиоперехвата могла установить только предположительное время следующего рейда, но не его цель. После обнаружения бомбардировщиков у защитников Японии оставалось обычно не более часа, чтобы ответить на атаку. Как следствие, истребители не имели достаточного времени, чтобы подняться на высоту B-29. Кроме того, американские самолёты летали быстрее японских и могли выдержать большое количество попаданий. Пытаясь переломить ход борьбы, японцы начиная с августа 1944 года стали использовать тактику таранов лётчиками-камикадзе. Результаты оказались скромными: до конца войны ценой 21 японского истребителя с помощью таранов было уничтожено 9 американских бомбардировщиков и повреждено 13.
Наибольшая интенсивность воздушных боёв пришлась на конец 1944 — начало 1945 года. С апреля 1945 года сопротивление американским налётам ослабло: большое число истребителей было потеряно во время учений и боевых вылетов. В 1945 году снизилась эффективность и наземной ПВО, поскольку кризис японской экономики привёл к нехватке боеприпасов для зенитных батарей. Налёты на маленькие города проходили для американцев практически без потерь, поскольку зенитные батареи ПВО и истребители размещались поблизости от крупных городов. По итогам войны истребители японцев уничтожили 74 бомбардировщика, зенитные орудия подбили 54 B-29 и ещё 19 машин были сбиты совместными усилиями наземной ПВО и истребителей. Потери японской авиации составили 1450 самолётов, сбитых в бою и 2750 машин были потеряны по другим причинам.

### Военнопленные американцы в Японии
Многие из лётчиков союзных войск, которые попали в плен после того, как их сбили над Японией, подверглись жестокому обращению. В сентябре 1944 года Кабинет министров Японии постановил, что ковровые бомбардировки являются военным преступлением и на основании этого пленные лётчики были подвергнуты судебному разбирательству, некоторых из них казнили. Иногда пленных убивали без суда: в Фукуоке были убиты 33 лётчика, причём 15 из них лишили жизни уже после того, как Япония объявила о намерении сдаться. Гражданские также убили несколько американских лётчиков до того, как прибыли японские военные, чтобы взять их под стражу.
Всего на Японских островах (за исключением Курильских и Бонинских) было захвачено 545 лётчиков, 132 из них казнили военные, 29 убиты населением. 94 лётчика погибли по другим причинам, находясь в плену. Среди них 52 человека, которых не эвакуировали из тюрьмы в Токио во время рейдов 25—26 мая.

## Последние атаки и атомные бомбардировки
С 1942 года США при содействии Великобритании вели крупномасштабные работы по разработке ядерного оружия (Манхэттенский проект). В декабре 1944 года специально для ведения атомных бомбардировок был создан элитный смешанный авиационный 509-й полк под командованием полковника (в дальнейшем бригадного генерала) Пола Тиббетса. 16 июля 1945 года в пустыне Невада состоялось успешное испытание первой в мире атомной бомбы Тринити. С 20 июля 509-й полк начал тренировочные вылеты, сбрасывая на японские города фугасные «бомбы-тыквы», которые по массе и размерам соответствовали будущим атомным бомбам. Высота самолётов была вне пределов досягаемости японских истребителей. 24 июля Гарри Трумэн одобрил применение атомных бомб и полк получил приказ, в котором указывалось, что первая миссия должна быть после 3 августа, а среди целей были названы Кокура, Ниигата, Хиросима и Нагасаки. 26 июля США, Великобритания и Китай опубликовали Потсдамскую декларацию, в которой выносилось предупреждение о том, что если Япония не сдастся, то будет опустошена. Японское правительство 28 июля отклонило предложение о сдаче. 6 августа B-29, пилотируемый лично Тиббетсом, сбросил бомбу «Малыш» на Хиросиму. 8 августа американцы провели два рейда, сбросив зажигательные бомбы на Фукуяму и Яхату. 9 августа самолёт B-29 Bockscar вылетел на Кокуру с бомбой «Толстяк», но поскольку город был плохо виден в тумане, пилот принял решение сменить цель на другую рекомендуемую и атаковал Нагасаки. В этот же день B-29 сбросили три миллиона листовок, в которых предупреждали, что если Япония не сдастся, все её военные ресурсы будут уничтожены атомными бомбами. 10 августа японское правительство начало переговоры о капитуляции и президент Трумэн приказал прекратить бомбардировки, чтобы не срывать мирные переговоры. Последними вылетами самолётов были атаки с листовками 13 августа, а также 828 B-29 и 186 истребителей с дневным рейдом 14 августа. 15 августа в прямом эфире прозвучало обращение императора Хирохито к своим гражданам и произошла полная капитуляция Японии.

## Послевоенный период
В течение нескольких недель после капитуляции Японии над страной продолжались воздушные перевозки. 17-18 августа на тяжёлые бомбардировщики B-32 Dominator во время разведывательного полёта с Окинавы напали японские истребители. 17 августа также XX командование получило приказ осуществлять поставки в союзные лагеря военнопленных в Японии, Корее и Китае до тех пор, пока заключённых не эвакуируют. Поставки снабжения начались с конца августа и продолжались до 10 сентября — за это время B-29 совершили около тысячи боевых вылетов и перевезли 4500 тонн груза. Во время этих миссий 8 самолётов потерпели крушение, а девятый попал под огонь советского истребителя над Кореей. Несмотря на то, что поступил приказ постоянно демонстрировать патрулирование воздуха в районе Токио вплоть до официального объявления капитуляции, это оказалось затруднительным ввиду плохой погоды и облачности. Первые патрули отложили до 30-го августа, дождавшись высадки генерала Дугласа МакАртура и 11-й воздушной армии США на аэродроме Ацуги. 1 и 2 сентября бомбардировщики совершали демонстрационный облёт флота союзников после церемонии капитуляции, которая прошла на борту линкора «Миссури».
Союзные силы принимали участие и в послевоенном оккупационном периоде. В течение сентября-октября на Японских островах были созданы подразделения 5-й воздушной армии. Их задачей являлась транспортировка оккупационных войск, вооружённое патрулирование территории над Кореей и Японией, разведывательные и картографические вылеты. Для оккупации на острова были направлены также ВВС Австралии, ВВС Великобритании, ВВС Индии и Королевские ВВС Новой Зеландии. С конца 1945 года количество оккупационных войск в стране постепенно уменьшалось, поскольку местное население не оказывало им никакого сопротивления.
Повреждённые бомбардировками города после войны начали восстанавливать. Нанесённый бомбами и пожарами ущерб, необходимость размещать солдат и гражданских, возвращавшихся из-за рубежа и эвакуации, привело к острой нехватке жилья — не хватало 4,2 миллиона единиц жилых домов. В стране была также нехватка продовольствия и мирное население находилось в тяжёлых условиях. Правительство Японии предложило создать 300 000 временных домов для возвращения эвакуированных. Суть предложения сводилась к тому, чтобы не дать людям возвращаться в разрушенные налётами города. В 1946 году началась реконструкция 115 городов. Несмотря на то, что существовало критическое мнение относительно того, что Япония как побеждённая страна не должна заниматься восстановительными работами, оккупационные войска не вмешивались в этот процесс. Восстановление несколько замедлилось, поскольку приоритет отводился постройке жилья и выделению земли для оккупационных сил.

## Итоги бомбардировок

### Оценка ущерба и потерь
Оценки числа убитых и раненых в результате воздушных налётов на Японию сильно различаются в разных источниках. Большую часть ущерба причинили атаки XX командования ВВС. Данные, которые чаще всего цитируются при упоминании о воздушных налётах на США, взяты из отчёта «Влияние бомбардировок на здравоохранение и медицинское обслуживание в Японии», где по утверждениям американцев, 333 000 японцев погибло и 473 000 ранено. Сюда включены данные о 120 000 убитых и 160 000 раненых во время двух атомных бомбардировок. Согласно другому отчёту («Влияние стратегических бомбардировок на боевой дух Японии») оценка потерь намного выше — 900 000 убитых и около 1,3 миллиона раненых. Эти данные были получены в результате работы исследовательской группы, которая пользовалась методом статистической выборки. Однако эти расчёты признаны неудовлетворительными, поскольку исследователи не смогли определить возможную частоту ошибок в данной оценке количества жертв. В 1949 послевоенное правительство Японии посчитало, что в результате авиаударов погибло 323 495 человек. Подсчёты были затруднены также из-за того, что было разрушено большое количество зданий. Со стороны Америки потери составили 414 самолётов Superfortress. Около 2600 членов экипажей бомбардировщиков погибли, включая смерти военнопленных, 433 американца ранены.
Промышленный потенциал Японии был практически уничтожен в результате воздушных атак: 600 промышленных объектов были либо полностью разрушены, либо сильно повреждены. Промышленное производство снизилось также из-за частых американских рейдов, во время которых работа останавливалась.

### Морально-этический взгляд на воздушные атаки Японии
Моральный аспект авиаударов по Японии долгое время обсуждался военными историками. Если во время войны американцы однозначно одобряли бомбардировки, то позднее, при оценке жертв, взгляды экспертов и народа стали меняться. Британский философ Энтони Клиффорд Грейлинг полагал бомбардировки союзников против Японии и Германии моральным преступлением. С ним согласен историк и геополитик Марк Селден, военный историк Эдвин Хойт заявлял, что сами японцы относятся к бомбардировкам как к худшему из военных преступлений. Единственным доводом в защиту авиаударов является то, что они сократили длительность войны, в поддержку этого аргумента высказалась USSBS (исследовательской группой, изучавшей стратегические бомбардировки), согласно отчёту которой, стратегические авиаудары без применения атомных бомб вынудили бы Японию сдаться.